# Athosziak (Csillagkapu)
Az Athosziak egy fiktív faj a Csillagkapu: Atlantisz című amerikai sorozatban. A lidércektől rettegésben éltek, míg az Atlantisz expedíció során John Sheppard őrnagy és Ford hadnagy fel nem szabadította őket. Elvitték őket Atlantisra és ott éltek egy darabig. A lidércek mindig rajta ütöttek a Csillagkapu csapatán, Dr. Weir az Atosziakra gyanakodott, így egy bolygóra telepítették őket.